# Paratomapoderus ambiguus
Paratomapoderus ambiguus is een keversoort uit de familie bladrolkevers (Attelabidae). De wetenschappelijke naam van de soort werd in 1933 gepubliceerd door Eduard Voss.